# СТД-4000
СТД-4000 — синхронний електродвигун серії СТД потужністю 4000 кВт, двополюсний трифазного струму частотою 50 і 60 Гц. Призначений для приводу насосів, компресорів, газових нагнітачів, повітродувок та інших швидкохідних механізмів, що експлуатуються в районах з помірним і тропічним кліматом.
Серійно випускався в Хабаровську, продовжується виготовлення в м. Лисьва на ВАТ «Привод».

## Характеристики
- Потужність — 4 000 кВт;
- Напруга — 6 000 або 10 000 В;
- Частота обертів — 3000 об/хв;
- Маса (в залежності від модифікації) — 11 580—12 920 кг;

Дані двигуни виготовляються із замкнутим і розімкненим циклом вентиляції.
Двигуни серії СТД виконані на фундаментних плитах з двома стояковими підшипниками і одним робочим кінцем валу.

## Застосування в газовій промисловості
Використовується в трубопровідному транспорті газу як привод компресорів для компримування газу. Серед електроприводних ГПА — найбільш розповсюджений на територіях СНД.
В ДК «Укртрансгаз» встановлено 140 шт. СТД-4000, що становить 20% всього парку ГПА компанії.